# 国营红华农场
国营红华农场是位于中国海南省临高县一个类似乡级单位。

## 行政区划
下辖以下地区：
国营红华作业区社区、国营红华农场红专作业区、国营红华农场红旗作业区、国营红华农场红星作业区、国营红华农场红侨作业区、国营红华农场红专管理区、国营红华农场红旗管理区和国营红华农场红侨管理区。